# دمتيوه
قرية دمتيوه هي إحدى القرى التابعة لمركز كوم حمادة في محافظة البحيرة في جمهورية مصر العربية. حسب إحصاءات سنة 2006، بلغ إجمالي السكان في دمتيوه 6967 نسمة، منهم 3592 رجل و3375 امرأة.

## التاريخ
قرية دمتيوه من القرى القديمة، واسمها الأصلي وقت الفتح الإسلامي لمصر دماتيو (بالإنجليزية: Damatiou)‏، وقد وردت باسم دميتويه في أعمال حوف رمسيس ضمن قرى الروك الصلاحي التي أحصاها ابن مماتي في كتاب قوانين الدواوين، كما وردت باسم دميتويه في أعمال البحيرة ضمن قرى الروك الناصري التي أحصاها ابن الجيعان في كتاب «التحفة السنية بأسماء البلاد المصرية». وفي العصر العثماني كان اسمها في تربيع سنة 933هـ/1527م الذي أجراه الوالي العثماني سليمان باشا الخادم في عصر السلطان العثماني سليمان القانوني دميتويه ضمن قرى ولاية البحيرة، وفي تاريخ 1228هـ/1813م الذي عدّ قرى مصر بعد المسح الذي قام به محمد علي باشا باسم دمتيوه ضمن قرى مديرية البحيرة.